# りんくう まち処
りんくう まち処（りんくう まちどころ）（英文名称 : Rinku-Machidokoro）は、泉佐野市のりんくうタウンにある観光交流プラザ。外国人観光案内所の機能も有している。

## 概要
関西国際空港の対岸であるりんくうタウンに、泉佐野市が観光等の情報発信と外国人旅行者との交流の拠点として、また特産品や地場産品のＰＲ・販売を行う目的で設置した。交通の結節点であるりんくうタウン駅改札口の直近に位置している。
泉佐野市は空港対岸の立地から訪日外国人旅行者の宿泊需要が多いこともあって、ホスピタリティ向上に取り組んでおり、この施設では関西国際空港内の「空港総合サービスセンター（関西空港駅）」と並んで、日本政府観光局（JNTO）から、カテゴリー2の外国人観光案内所として認定を受けている。
泉佐野市周辺地域だけでなく、関西や日本の情報についても広く案内・収集を手がけているのも特徴のひとつである。来街者向けに手荷物の一時預かり（有料）を行っているほか、来場者には着物試着体験などのサービスも行っている。

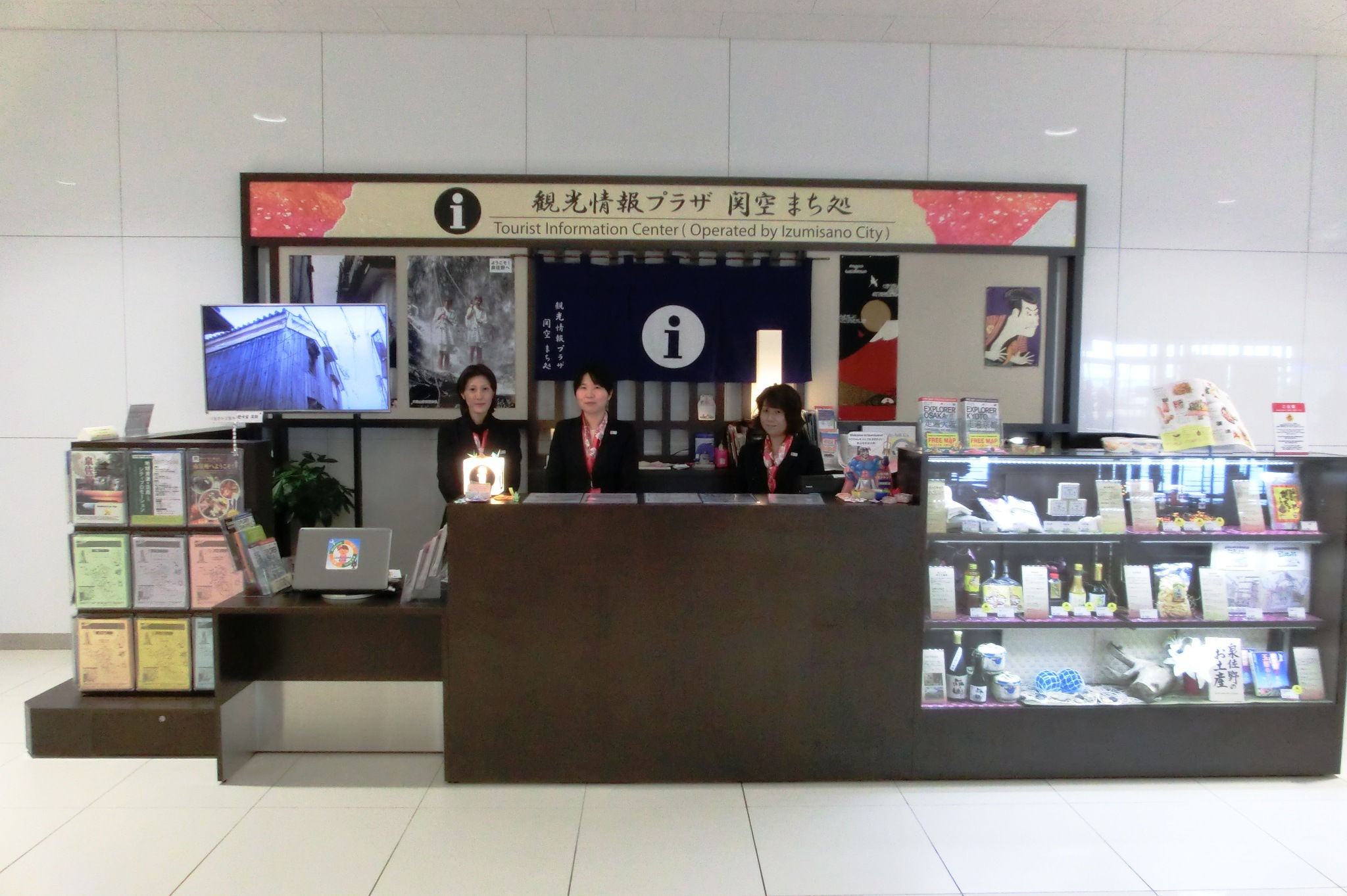
関空 まち処（2014年2月撮影）

同趣旨の観光情報プラザ『関空 まち処』（かんくう まちどころ）が、関西国際空港第2ターミナルビル国際線到着口横に2013年10月10日にオープンしている。2014年12月にはカテゴリー3の外国人観光案内所の認定を受けていたが、2021年3月31日に閉館している。
観光おもてなしプラザ「泉佐野まち処」が、泉佐野市上町3丁目8-12（泉佐野駅上商店街内）に2017年3月17日にオープンし、インバウンド観光客に対するおもてなしと、特産品相互取扱協定締結自治体等の特産品のPR・販売を行っている。（カテゴリー2の外国人観光案内所）

## 目的
- 泉佐野の情報発信拠点 - 名所・旧跡・観光スポットの案内。
- 泉佐野産の特産品・地場産品のアンテナショップ - 泉州玉ねぎ関連製品、泉州タオル、ガッチョ（メゴチ）の唐揚げ、イヌナキングッズ等を販売。
- 外国人との交流拠点 - 訪日外国人への各種情報提供。ビジット・ジャパン案内所。

## 施設詳細
- 営業時間 : 8:00 - 21:00 （手荷物一時預かり・発送サービスは10:00 - 19:00）
- 休館日 : 年末年始（12/31 - 1/1）
- 対応言語 : 日本語、英語、中国語、韓国語

## 経過
- 2012年12月1日 : オープニングセレモニーを開催（りんくうパピリオ星の広場）。
- 2013年
  - 1月31日 : 日本政府観光局（JNTO）から、カテゴリー1の外国人観光案内所として認定を受ける[5]。
  - 6月13日 : 来場者12,330人達成[6] （12,330人＝「いずみさの」の語呂あわせ）
- 2014年
  - 10月16日 : 来街者向けの手荷物一時預かり・発送サービス（有料）を開始（ヤマト運輸）。
  - 12月7日 : 来場者123,304人達成 （123,304人＝「いずみさのし」の語呂あわせ）
- 2015年
  - 日本政府観光局（JNTO）から、カテゴリー2の外国人観光案内所として認定を受ける[7]。

## 交通アクセス

### 自動車
- 阪神高速4号湾岸線 泉佐野南出入口
- 関西空港自動車道 泉佐野IC

### 鉄道
- JR西日本関西空港線・南海電鉄空港線 りんくうタウン駅下車、徒歩約0分

## 英文案内
- Address: Rinku Papillio, 1 Rinkuoraikita, Izumisano-shi, Osaka
- Hours open to visitors : Open daily from 8 a.m. to 9 p.m. Close from 31 Dec. to 1 Jan.
- Languages : English and Chinese. Korean: Part-time
- Coverage Area : Within the city/prefecture
- Brochures/Leaflets : Available in English, Chinese and Korean
- Wi-Fi : Available for free
- Internet PC : Available for free
- Kimono Dressing Experience : Available for free
- Baggage room : Service for a price（10 a.m. to 7 p.m.）